# Musger Mg I
Die Musger Mg I St. Pölten war das erste Segelflugzeug des österreichischen Konstrukteurs und Fliegers Erwin Musger. Es wurde Anfang der 1930er Jahre als Einzelexemplar projektiert und gebaut.

## Entwicklung
Während seiner Konstrukteurstätigkeit bei dem Unternehmen J. M. Voith in St. Pölten erlernte Erwin Musger beim im benachbarten Herzogenburg ansässigen Segelflugverein „Kölbling“ im Jahr 1930 das Fliegen. Im gleichen Jahr begann er mit den Entwürfen zur Mg I. 1932 war der Bau vollendet und am 23. Oktober führte Musger den Erstflug durch. Die Taufe auf den Namen „St. Pölten“ fand am 9. April 1933 statt. Bei einem am gleichen Tag durchgeführten Flug am Hohen Kölbling wurde der Segler bei einer Bruchlandung beschädigt, aber wieder aufgebaut, wobei die vorher zwischen Vorder- und Hinterholm stoffbespannten Tragflächen eine Holzbeplankung erhielten und das als Pendelruder ausgelegte Höhenleitwerk durch ein herkömmliches mit Flossen und Rudern ersetzt wurde. So modernisiert flog das nun als Mg II bezeichnete Muster am 12. November des Jahres erstmals. Der Verein nutzte es im Anschluss einige Zeit, bis am 2. April 1934 bei einem erneuten Unfall der Rumpf zerbrach. Danach wurde das Flugzeug nicht wieder aufgebaut; allerdings wurden die noch intakten Tragflächen für die Nachfolgekonstruktion Mg IV „Pechvogel“ verwandt.

## Konstruktion
Die Mg I ist eine freitragende Schulterdecker-Holzkonstruktion mit ovalem Rumpfquerschnitt und Sperrholzbeplankung. Die offene Führerkabine befindet sich vor der Flügelvorderkante. Die Tragflächen besitzen einen spitz zulaufenden Grundriss mit leichtem Knick und Querrudern bis etwa zur Hälfte der Spannweite. Das Höhenleitwerk ist ebenfalls freitragend und wurde anfangs als Pendelruder, später mit starrer Flosse und gedämpftem Ruder ausgelegt. Das Seitenleitwerk besitzt eine steil ansteigende Flosse mit geringer Fläche und ausladendem Seitenruder mit Hornausgleich. Als Fahrwerk dient eine Landekufe sowie ein kleiner Hecksporn.

## Technische Daten
| Kenngröße       | Daten (Mg I) | Daten (Mg II) |
| --------------- | ------------ | ------------- |
| Besatzung       | 1            | 1             |
| Spannweite      | 18,00 m      | 17,25 m       |
| Länge           | 7,10 m       | 7,10 m        |
| Höhe            | 1,95 m       | 1,95 m        |
| Flügelfläche    | 16,5 m²      | 15,8 m²       |
| Flügelstreckung | 19,6         | 18,8          |
| Leermasse       | 152 kg       | 152 kg        |
| max. Startmasse | 232 kg       | 232 kg        |
| Geschwindigkeit | 60 km/h      | 60 km/h       |
| Gleitzahl       | 26           | 26            |